# Sin City: Ölni tudnál érte
Sin City: Ölni tudnál érte (Sin City: A Dame to Kill For) egy 2014-es amerikai krimi-thriller, amely nyomon követi a 2005-ben készült, Sin City – A bűn városa című filmet. Robert Rodríguez rendezte, társrendezője Frank Miller. Alapvetően ez a második könyve Millernek a Sin City sorozatból.
Az Amerikai Egyesült Államokban, 2014. augusztus 22-én mutatták be, Magyarországon, egy nappal hamarabb, augusztus 21-én szinkronizálva.
A film főszereplői, beleértve a visszatérő szereplőket is Mickey Rourke, Jessica Alba, Rosario Dawson, Bruce Willis, Jaime King és Powers Boothe.

## Szereplők
| Színész              | Szerep          | Magyar hang      |
| -------------------- | --------------- | ---------------- |
| Mickey Rourke        | Marv            | Faragó András    |
| Bruce Willis         | John Hartigan   | Dörner György    |
| Joseph Gordon-Levitt | Johnny          | Szatory Dávid    |
| Josh Brolin          | Dwight McCarthy | Kőszegi Ákos     |
| Ray Liotta           | Joey            | Epres Attila     |
| Christopher Lloyd    | Kroenig         | Varga Tamás      |
| Marton Csokas        | Damien Lord     | Jakab Csaba      |
| Dennis Haysbert      | Manute          | Schneider Zoltán |
| Jessica Alba         | Nancy Callahan  | Major Melinda    |
| Eva Green            | Ava Lord        | Németh Borbála   |
| Lady Gaga            | Bertha          | Bánfalvi Eszter  |
| Jamie Chung          | Miho            |                  |